# Regiunea Gorj

Regiunea Gorj în cadrul împărţirii administrative a României 1950-1952

Regiunea Gorj a fost o diviziune administrativ-teritorială situată în zona de sud-vest a Republicii Populare Române, înființată în anul 1950, când au fost desființate județele (prin Legea nr.5/6 septembrie 1950). Ea a existat până în anul 1952, când teritoriul său s-a unit cu cel al regiunii Dolj pentru a forma regiunea Craiova. 

## Istoric
Reședința regiunii a fost la Târgu Jiu, iar teritoriul său cuprindea o suprafață asemănătoare cu cea a actualelor județe Gorj și Mehedinți.

## Vecinii regiunii Gorj
Regiunea Gorj se învecina:
- 1950-1952: la est cu regiunea Vâlcea, la sud cu regiunea Dolj, la vest cu Republica Socialistă Federativă Iugoslavia și cu regiunea Severin, iar la nord cu regiunea Hunedoara.

## Raioanele regiunii Gorj
Între 1950 și 1952, Regiunea Gorj cuprindea 10 raioane: Amaradia (Melinești), Baia de Aramă, Filiași, Gilort (Tg. Cărbunești), Novaci, Oltețu (Bălcești), Strehaia, Târgu Jiu, Turnu Severin și Vânju Mare.